# Llista de camps de concentració nazis
Aquest article presenta una lista dels camp de concentració i camps d'extermini nazis establerts arreu de l'Europa ocupada entre 1940 i 1945.
Durant la Segona Guerra Mundial, es van construir centres d'extermini en una fase posterior del programa d'aniquilació. Usualment, els cossos de les víctimes van ser cremats o enterrats a fosses comunes. S'ha estimat que es van establir uns 15.000 camps d'extermini i de concentració en els països ocupats per l'Alemanya nazi, sense incloure els petits camps creats ad hoc per a la població local. La major part d'aquests camps van ser destruïts.
El terme «camp de concentració» va ser utilitzat per primera vegada per descriure als camps operats pel Regne Unit a Sud-àfrica durant la Segona Guerra dels Bòers, i es refereix a un lloc dominat pel maltractament, la inanició, el treball forçat i l'assassinat.
Les dades utilitzades en l'elaboració de la taula procedeixen majoritàriament de l'estudi The War Against the Jews, 1938-1945 de Lucy Dawidowicz. El 1977, el butlletí de les lleis de l'estat alemany Bundesgesetzblatt va publicar una llista més exhaustiva.

Centres d'extermini, camps de concentració i rutes de deportació durant la Segona Guerra Mundial.

## Taula de camps de concentració nazis
En la taula inferior, els camps d'extermini estan marcats amb rosat, mentre que els principals camps de concentració d'un altre tipus estan marcats amb blau.
| Nom del camp                   | País actual          | Tipus de camp                                             | Temps de funcionament                                           | N. estimat de presoners | N. estimat de morts | Subcamps                                                   | Pàgina web                                                             |
| ------------------------------ | -------------------- | --------------------------------------------------------- | --------------------------------------------------------------- | ----------------------- | ------------------- | ---------------------------------------------------------- | ---------------------------------------------------------------------- |
| Amersfoort                     | Països Baixos        | Camp de trànsit i presó                                   | Agost de 1941 - Abril de 1945                                   | 35.000                  | 1.000               |                                                            |                                                                        |
| Arbeitsdorf                    | Alemanya             | Camp de treball                                           | 8 d'abril de 1942 - 11 d'octubre de 1942                        |                         | mín. 600            | Cap                                                        |                                                                        |
| Auschwitz-Birkenau             | Polònia              | Camp d'extermini i de treball                             | Abril de 1940 - gener de 1945                                   | 400.000                 | 1.100.000-1.500.000 | Llista                                                     | Arxivat 2008-12-10 a Wayback Machine.                                  |
| Banjica                        | Sèrbia               | Camp de concentració                                      | Juny de 1941 - setembre de 1944                                 | mín. 23.637             |                     |                                                            |                                                                        |
| Bardufoss                      | Noruega              | Camp de concentració                                      | Març de 1944 -?                                                 | 800                     | 250                 |                                                            |                                                                        |
| Belzec                         | Polònia              | Camp d'extermini                                          | Març de 1942 - juny de 1943                                     |                         | mín. 434.508        |                                                            |                                                                        |
| Bergen-Belsen                  | Alemanya             | Punt de reunió                                            | Abril de 1943 - abril de 1945                                   |                         | 70.000              | 2                                                          |                                                                        |
| Berlin-Marzahn                 | Alemanya             | "Lloc de descans" i, després, camp de treball per gitanos | Juliol de 1936 -                                                |                         |                     | Cap                                                        |                                                                        |
| Bogdanovka                     | Romania              | Camp de concentració                                      | 1941                                                            | 54.000                  | 40.000              |                                                            |                                                                        |
| Bolzano                        | Itàlia               | Camp de trànsit                                           | Juliol de 1944 - abril de 1945                                  | 11.116                  |                     |                                                            |                                                                        |
| Bredtvet                       | Noruega              | Camp de concentració                                      | Tardor de 1941 - maig de 1945                                   | mín. 1.000              | ?                   | Cap                                                        |                                                                        |
| Breendonk                      | Bèlgica              | Presó i camp de treball                                   | 20 setembre 1940 - setembre de 1944                             | mín. 3532               | mín. 391            | Cap                                                        |                                                                        |
| Breitenau                      | Alemanya             | Camp de treball                                           | Juny de 1933 - gener 1934, 1940-1945                            | 470 - 8500              |                     |                                                            |                                                                        |
| Buchenwald                     | Alemanya             | Camp de treball                                           | Juliol de 1937 - Abril de 1945                                  | 250.000                 | 56.000              | Llista                                                     |                                                                        |
| Chełmno (Kulmhof)              | Polònia              | Camp d'extermini                                          | Desembre de 1941 - abril de 1943, Abril de 1944 - gener de 1945 |                         | mín. 153.000        |                                                            |                                                                        |
| Crveni Krst                    | Sèrbia               | Camp de concentració                                      | 1941 - 1945                                                     | 30.000                  | 12.300              |                                                            |                                                                        |
| Dachau                         | Alemanya             | Camp de treball                                           | Març de 1933 - Abril de 1945                                    | 200.000                 | 31.591              | Llista                                                     |                                                                        |
| Falstad                        | Noruega              | Presó                                                     | Desembre de 1941 - maig de 1945                                 |                         | mín. 200            | Cap                                                        |                                                                        |
| Flossenbürg                    | Alemanya             | Camp de treball                                           | Maig de 1938 - abril de 1945                                    | mín. 100,000            | mín. 30.000         | Llista                                                     |                                                                        |
| Grini                          | Noruega              | Presó                                                     | 2 maig 1941 - maig de 1945                                      | 19.788                  | 8                   | Fannrem Bardufoss Kvænangen                                |                                                                        |
| Gross-Rosen                    | Polònia              | Camp de treball; camp Nacht und Nebel                     | Agost de 1940 - febrer de 1945                                  | 125.000                 | 40.000              | Llista                                                     |                                                                        |
| Herzogenbusch (Vught)          | Països Baixos        | Camp de concentració                                      | 1943 - estiu de 1944                                            | 31.000                  | 750                 | Llista                                                     |                                                                        |
| Hinzert                        | Alemanya             | Punt de reunió i subcamp                                  | Juliol de 1940 - març de 1945                                   | 14.000                  | mín. 302            |                                                            | Arxivat 2021-04-28 a Wayback Machine.                                  |
| Janowska (Lwów)                | Ucraïna              | Gueto; camp de trànsit, de treball i d'extermini          | Setembre de 1941 - novembre de 1943                             |                         | mín. 40.000         | Cap                                                        | (Anar a articles AZ)                                                   |
| Jasenovac                      | Croàcia              | Camp d'extermini                                          | Juliol de 1941 - abril de 1945                                  |                         | 600.000             |                                                            |                                                                        |
| Kaiserwald (Mezaparks)         | Letònia              | Camp de treball                                           | 1942 - 6 agost 1944                                             | 20.000                  |                     | 16, incl. Eleja-Meitenes                                   |                                                                        |
| Kaufering / Landsberg          | Alemanya             | Camp de treball                                           | Juny de 1943 - abril de 1945                                    | 30.000                  | mín. 14.500         |                                                            | Arxivat 2016-04-01 a Wayback Machine.                                  |
| Kaunas                         | Lituània             | Gueto i camp d'internament                                | ?                                                               |                         |                     | Prawienischken                                             | Arxivat 2004-12-08 a Wayback Machine.                                  |
| Klooga                         | Estònia              | Camp de treball                                           | Estiu de 1943 - 28 setembre 1944                                |                         | 2.400               |                                                            |                                                                        |
| Langenstein-Zwieberge          | Alemanya             | Subcamp Buchenwald                                        | Abril de 1944 - abril de 1945                                   | 5.000                   | 2.000               |                                                            |                                                                        |
| Le Vernet                      | França               | Camp d'internament                                        | 1939 - 1944                                                     |                         |                     |                                                            |                                                                        |
| Majdanek (KZ Lublin)           | Polònia              | Camp d'extermini                                          | Juliol de 1941 - juliol de 1944                                 |                         | 78.000              |                                                            |                                                                        |
| Malchow                        | Alemanya             | Camp de trànsit i de treball                              | Hivern de 1943 - 8 maig 1945                                    | 5.000                   |                     |                                                            |                                                                        |
| Maly Trostenets                | Belarús              | Camp d'extermini                                          | Juliol de 1941 - juny de 1944                                   |                         | 65.000              |                                                            |                                                                        |
| Mauthausen-Gusen               | Àustria              | Camp de treball                                           | Agost de 1938 - maig de 1945                                    | 195.000                 | mín. 95.000         | Llista                                                     |                                                                        |
| Mittelbau-Daura                | Alemanya             | Camp de treball                                           | Setembre de 1943 - Abril de 1945                                | 60.000                  | mín. 20.000         | Llista                                                     |                                                                        |
| Natzweiler-Struthof            | França               | Camp de treball; camp Nacht und Nebel                     | Maig de 1941 - setembre de 1944                                 | 40.000                  | 25.000              | Llista                                                     |                                                                        |
| Neuengamme                     | Alemanya             | Camp de treball                                           | 13 diciembre de 1938 - 4 maig 1945                              | 106.000                 | 55.000              | Llista                                                     |                                                                        |
| Neuengamme - Alderney          | Illes Anglonormandes | Camps de treball i d'extermini                            | Gener de 1942 - juny de 1944                                    | 6.000                   | 700                 | Lager Borkum, Lager Helgoland, Lager Norderney, Lager Sylt | [ 6 ]                                                                  |
| Niederhagen                    | Alemanya             | Presó i camp de treball                                   | Setembre de 1941 - inicis de 1943                               | 3.900                   | 1.285               | Cap                                                        | Arxivat 2004-12-16 a Wayback Machine.                                  |
| Ohrdruf                        | Alemanya             | Camp de treball i d'extermini; subcamp de Buchenwald      | Novembre de 1944 - abril de 1945                                | 11.700                  | 11.700              |                                                            | [ 7 ]                                                                  |
| Oranienburg                    | Alemanya             | Punt de reunió                                            | Març de 1933 - juliol de 1934                                   | 3.000                   | mín. 16             |                                                            |                                                                        |
| Osthofen                       | Alemanya             | Punt de reunió                                            | Març de 1933 - juliol de 1934                                   |                         |                     |                                                            |                                                                        |
| Płaszów                        | Polònia              | Camp de treball                                           | Desembre de 1942 - gener de 1945                                | min. 150.000            | min. 9.000          | Llista                                                     | Arxivat 2008-02-16 a Wayback Machine.                                  |
| Ravensbrück                    | Alemanya             | Camp de treball per a dones                               | Maig de 1939 - abril de 1945                                    | 150.000                 | mín. 90.000         | Llista                                                     |                                                                        |
| Risiera di San Sabba (Trieste) | Itàlia               | Camp de detenció policial                                 | Setembre de 1943 - 29 abril 1945                                | 25.000                  | 5.000               |                                                            |                                                                        |
| Sachsenhausen                  | Alemanya             | Camp de treball                                           | Juliol de 1936 - abril de 1945                                  | min. 200.000            | 100.000             | Llista                                                     |                                                                        |
| Sajmište                       | Sèrbia               | Camp d'extermini                                          | Desembre de 1941 - setembre de 1944                             |                         | 100.000             |                                                            |                                                                        |
| Salaspils                      | Letònia              | Camp de treball                                           | Octubre de 1941 - estiu de 1944                                 |                         | 101.000             |                                                            |                                                                        |
| Sobibor                        | Polònia              | Camp d'extermini                                          | Maig de 1942 - octubre de 1943                                  |                         | màx. 200.000        |                                                            |                                                                        |
| Soldau                         | Polònia              | Camp de treball                                           | Hivern de 1939-1940 - gener de 1945                             | 30.000                  | 13.000              |                                                            |                                                                        |
| Stutthof                       | Polònia              | Camp de treball                                           | Setembre de 1939 - maig de 1945                                 | 110.000                 | 65.000              | Llista                                                     |                                                                        |
| Theresienstadt (Terezín)       | República Txeca      | Camp de trànsit i gueto                                   | Novembre de 1941 - maig de 1945                                 | 140.000                 | mín. 35.000         |                                                            |                                                                        |
| Treblinka                      | Polònia              | Camp d'extermini                                          | Juliol de 1942 - novembre de 1943                               |                         | 870.000             |                                                            |                                                                        |
| Vaivara                        | Estònia              | Camp de concentració i de trànsit                         | 15 septiembre de 1943 - 29 febrer 1944                          | 20.000                  | 950                 | 22                                                         |                                                                        |
| Varsòvia                       | Polònia              | Camp de treball i d'extermini                             | 1942 - 1944                                                     | màx. 400.000            | màx. 200.000        |                                                            |                                                                        |
| Westerbork                     | Països Baixos        | Camp de trànsit i d'internament                           | Maig de 1940 - abril de 1945                                    | 102.000                 |                     |                                                            |                                                                        |
| Wöbbelin                       | Alemanya             | Camp d'evacuació                                          | 15 de febrer de 1945 - 2 de maig de 1945                        | 5000                    | ±1200               |                                                            | Mahn- und Gedenkstätten Wöbbelin Arxivat 2015-05-18 a Wayback Machine. |

D'aquesta llista en sorgeix una estimació de més de cinc milions cent mil morts.
No s'ha de prendre l'eufemisme «camp de treball» a la lleugera. En els camps de treball alemanys de Ravensbrück, Neuengamme, Kaufering/Landsberg o Sachsenhausen el nombre estimat de morts supera el 50% del nombre estimat de presoners, un índex de mortalitat major al del camp d'extermini de Varsòvia.